# U1 (Metro de Berlim)
U1 é uma das nove linhas da U-Bahn de Berlim. Foi inaugurada em 1902 e circula entre as estações de Uhlandstraße e Warschauer Straße. Tem ao todo 13 estações.